# Ers-Larstjärnen
Ers-Larstjärnen är en sjö i Jokkmokks kommun i Lappland och ingår i Piteälvens huvudavrinningsområde.